# Felicjan Sławoj Składkowski
Felicjan Sławoj Składkowski (9. června 1885 Gąbin – 31. srpna 1962 Londýn) byl polský generál, lékař a politik (poslední premiér druhé republiky).
Jako student medicíny na Varšavské univerzitě se zapojil do polského národního hnutí a musel uprchnout do Krakova, kde dostudoval roku 1911 na Jagellonské univerzitě. Byl členem Polské socialistické strany a po vypuknutí první světové války vstoupil jako lékař do Polských legií. Bojoval také v polsko-sovětské válce a zúčastnil se dobytí Minsku. V roce 1921 byl jmenován hlavním zdravotním inspektorem polské armády.
V květnovém převratu podpořil Józefa Piłsudského a stal se vládním komisařem Varšavy. V letech 1926–1929 a 1930–1931 byl polským ministrem vnitra. Roku 1931 získal hodnost divizního generála. 15. května 1936 ho prezident Ignacy Mościcki jmenoval předsedou vlády (zastával také funkci ministra vnitra). Usiloval o zkvalitnění státní správy a modernizaci venkova (prosazoval výstavbu veřejných latrín nazývaných podle něj „sławojki“), byl známý svojí pracovitostí i snahou usmiřovat různé frakce ve vládě. V září 1939 ho ve funkci zastihlo vypuknutí druhé světové války. 7. září Składkowski opustil hlavní město, 17. září přešel hranici do Rumunska a 30. září oznámil rezignaci na post premiéra. V rumunské internaci pobýval do roku 1941, kdy odešel do Palestiny a působil jako delegát Červeného kříže. Vstoupil do exilové organizace Liga nezávislosti Polska, psal paměti. Od roku 1947 žil v Londýně, kde roku 1962 zemřel.
V roce 1925 přijal kalvinismus, aby se mohl rozvést s první manželkou. Byl prvním nekatolíkem v čele polské vlády a členem zednářské lóže.